# Иналогуллары
Иналогуллары (тур. İnaloğulları) — анатолийский бейлик (эмират), а также тюркская династия, основавшая его и правившая им в период между 1098 и 1183 годами. Династию так же называют Иналиды, а бейлик — бейлик Иналидов. В период с 1142 по 1183 год существования бейлика исследователи также называют его Нисаногуллары (тур. Nîsanoğulları), поскольку реальная власть была у визирей одноимённой семьи, хотя формально беями считались Иналогуллары.
Территория бейлика включала Амид и несколько замков вокруг него. Амид был центральным городом бассейна верхнего Тигра, сегодня этот регион занимают провинции Диярбакыр, Батман, Сиирт и Мардин.

## История
После поражения византийского императора Романа Диогена в битве при Манцикерте в 1071 году в Анатолию массово стали переселяться тюркские племена, поскольку Византия не могла защищать свои границы. Был основан султанат с центром в Конье. Сельджукские племена под управлением беев начали заселять территорию Малой Азии. Военачальники Альп-Арслана захватывали византийские земли и образовывали на них независимые или полунезависимые бейлики.

### Основание бейлика
Иналогуллары был одним из первых туркменских бейликов, основанных в Юго-Восточной Анатолии. Основание бейлика связано с междоусобными войнами в государстве Сельджукидов. После смерти в 1092 году великого сельджукского султана Мелик-шаха его брат Тутуш, до того правивший в Сирии как наместник, начал борьбу за захват власти в государстве. Тутуш назначил Тугтегина, атабека своего сына Дукака, вали (генерал-губернатором) Амида. Однако после гибели Тутуша в 1095 году Тугтегин покинул регион и управление Амидом перешло к другому сельджукскому эмиру по имени Садр. Неизвестно, когда и как Садр попал в район Амида. После смерти Садра Амид унаследовал его брат (или сын) Инал эт-Туркмани. Именно Инал считается основателем бейлика. Источники того периода упоминают правителей Амида как Сахиб-и Амид. В. Минорский высказал предположение, что Иналиды были потомками сельджукида Ибрагима Инала.

### Правление Иналогуллары
В источниках осталось мало информации об Иналогуллары. Точную дату смерти Садра и прихода к власти Инала источники не сохранили. Вероятно, это произошло в 1098 году. Основав бейлик, Инал умер в том же году, и правителем стал его сын Ибрагим. В этот период Иналогуллары всё ещё находились в вассальной зависимости от Дукака, правившего в Дамаске. В том же 1098 году крестоносцы осадили Антиохию. Эмир Мосула Кербога руководил походом мусульманских эмиров, пытавшихся оказать сопротивление крестоносцам, но потерпел поражение. Ибрагим участвовал в этом неудачном походе.
В 1101 году Кербога напал на бывшего ранее его союзником Ибрагима и осадил Амид в союзе с Имадеддином Занги. В поисках союзников Ибрагим обратился за помощью к Сукману бен Артук, который прибыл на помощь Ибрагиму со своим племянником Якути. В битве у стен города сначала перевес был на стороне Ибрагима и Сукмана. Однако Кербога переломил ход сражения и победил. Поскольку эта победа ничего не дала ему и проникнуть в город он не мог из-за прочных стен, он снял осаду. После этих событий Ибрагим больше не мог рассчитывать на Сукмана, ему пришлось подчиниться Мухаммеду Тапару, который в это время боролся за трон Великих Сельджуков. В 1106 году Мухаммед сместил с поста атабека Мосула эмира Джекермыша и назначил вместо него Джавали. Последний победил Джекермыша, но жители Мосула опасались жестокости нового атабека, они не открыли ему ворота и призвали на помощь Конийского султана Кылыч-Арслана. Эмир Ибрагим присоединился к кампании Кылыч-Арслана против эмира Мосула в 1106 году. Однако в битве, состоявшейся летом 1107 года на реке Хабур, оценив силы противника, Ибрагим покинул Кылыч-Арслана вместе с другими анатолийскими беями. Кылыч Арслан потерпел поражение и утонул. После его смерти Ибрагим некоторое время правил независимо.
В 1108/09 году расположенный у границ Иналогуллары Мейяфарикин был захвачен Сукманом аль-Кутби, основателем бейлика Ахлатшахов, и Ибрагим, как и другие эмиры региона, стал подчиняться ему. Год спустя Ибрагим умер (1109/10), и главой бейлика стал его сын Садуддевле Абу Мансур Илальди.
В первые годы своего правления Илальди участвовал в походах сельджуков против крестоносцев. Илальди увеличил свои территории за счёт Ахлатшахов, воспользовавшись благоприятным случаем. В 1113 году Ибрагим бен Сукман, сменивший на троне Ахлатшахов Сукмана аль-Кутби, назначил Абу Мансура аль Муина вали Мейяфарикина. Брата Абу Мансура, Абу Саида Седида, Ибрагим назначил своим визирем, но в следующем 1114 году велел казнить. Абу Мансур аль Муин в Мейяфарикине возмутился, восстал и в марте-апреле 1115 года султан Мухаммед Тапар, вассалом которого были Ахлатшахи, отдал Мейяфарикин атабеку Карадже эс-Саки. Караджа оставил Абу Мансура аль Муин управлять городом и отбыл к Мухаммеду Тапару в Иран. Другие эмиры в регионе воспользовались этой ситуацией и попытались захватить Мейяфарикин. В частности, Илальди захватил сорок деревень в районе Мейяфарикина к востоку от реки Джур.
В время правления Илальди в 1124 году жители Амида убили около семисот исмаилитов, а выжившие были вынуждены бежать.
В 1127 году Имадеддин Занги стал атабеком Мосула. Он возобновил свои попытки захватить регион Амида. Для противостояния Занги Илальди объединил силы с Артукидами — эмиром Мардина Тимурташем и эмиром Харпута сыном Сукмана Давудом. Но, несмотря на их сопротивление, Занги занял Сержи. Через некоторое время Тимурташ объединился с Занги и осадил бывшего союзника, Илальди, в Амиде. После этого Илальди попросил помощи Давуда. В 1134 году две армии встретились перед городом. Илальди и Давуд были разбиты и отступили в замок. Хотя Занги и Тимурташ продолжили осаду, им не удалось захватить город, который имел крепкие стены. В 1141/42 году эмир Илальди умер. Его называли могущественным эмиром, правление его длилось 32 года.
В период правления Илальди сгорела Улу-джами в Амиде, и он отремонтировал её.

### Нисаногуллары
Формально эмиром стал сын Илальди, Джемаледдин Шемсюльмульк Махмуд. Новый эмир был слабым, лишенным способностей к руководству, поэтому фактически все дела бейлика взял на себя визирь. Он и его потомки стали править от имени Махмуда. Историки делят историю бейлика Иналогуллары на два периода: период Иналогуллары и период Нисаногуллары. Первый визирь семьи Нисаногуллары был назначен Илальди в 1138 году, и примерно к 1147 году он стал полновластным правителем. Махмуд продолжал проживать в городе, формально считаясь эмиром, до захвата Амида Салах ад-Дином в 1183 году.
В 1144 году Занги снова напал на регион Юго-Восточной Анатолии и захватил Эргани, Халар, Тулхум и Шермюк. После его смерти в 1146 году эти замки и города занял эмир Хисн-Кейфы, сын Давуда Кара-Арслан. Нисаноглу Муейидуддин отправился к эмиру Мардина Тимурташу от имени Махмуда. Он не только заявил о своём послушании, но и принял участие в осаде Тимурташем Сиирта в 1148 году. В том же 1148 году Муейидуддин просватал дочь Тимурташа, Сафие-хатун, за эмира Махмуда. Брачный контракт, подписанный в Мейяфарикине, имел условием 50 000 динаров махра. Однако год спустя Сафие-хатун умерла и Нисаноглу отказался заплатить махр. В ответ Тимурташ осадил город в 1151 году. Нисаноглу смог убедить Тимурташа снять осаду и вернуться в Мардин в обмен на доход Амида того года. Однако Муейидуддин затаил недовольство и убил в Мардине визиря Тимурташа Зейнеддина, которого он считал ответственным за нападение. Армия Артукидов осадила Амид во второй раз в том же году, но эта осада так же длилась недолго. После вмешательства визиря Ахлатшахов Бахаэддина бен Месуд было достигнуто перемирие. Члены семьи визиря Муейидюддина и эмира Махмуда заявили о своём послушании и служении Тимурташу. Таким образом, с 1151 года Иналогуллары были подчинены Мардинской ветви Артукидов.
Муейидуддин Эбу Али бен Нисан умер в сентябре 1156 года, на посту визиря его сменил его сын Джемалуддевле Кемалуддин Абуль-Касым. Кроме того, другой его сын Иззюддевле Абу Наср управлял в Эгиле, одном из самых больших замков региона Амид. Через некоторое время эмир Хисн-Кейфы Артукид Кара-Арслан объединился с другими туркменскими беями и осадил Амид. Эмир Махмуд, Абуль-Касым Али и Абу Наср были вынуждены обратиться за помощью к Данышмендиду Ягибасану, тестю Кара-Арслана. Ягибасан вмешался и Кара-Арслан снял осаду. Он вернулся в Хисн-Кейфу, разграбив и разрушив районы Харпута и Чемишгезека (июль 1163). Хотя Кара-Арслан снова осадил Амид в следующем году, он не смог взять его. Он заключил мирный договор с эмиром Махмудом и визирем Абуль-Касымом Али и отступил. Спастись от нападений Кара-Аслана правителям Амида помогла свадьба между двумя ветвями Артукидов. В ноябре 1164 года в Мейяфарикине заключили брак дочь эмира Хисн-Кейфы Кара-Арслана и сын эмира Мардина Неджмеддина Альпы. Оба брата Нисаногуллары (визирь Джемалуддевле и правитель Эгиля) прибыли на свадьбу с множеством ценных подарков, Неджмеддин Альпы принял их с почётом одел их в хилаты (почётное одеяние) и подтвердил, что Амид находится под его покровительством и защитой. Джемалуддевле в марте того же года отправил кади Амида Насухиддина в Хисн-Кейфу и заявил о своём подчинении Кара-Арслану, между ними было заключено мирное соглашение.

### Последние годы
В 1169/70 году умер Иззюддевле Абу Наср, правитель замка Эгиль, и его место занял его сын Асадуддин Абу Омер. Он начал борьбу со своим дядей Джемалуддевле, визирем Амида. Михаил Сириец сообщал, что борьба, похоже, началась из-за территориальных споров, и в этой борьбе земли были разорены, а крестьяне захвачены и проданы. Вероятно, Нисаноглу Джемалуддевле Абуль-Касым Али к 1179 году умер, визирем Амида и фактическим правителем княжества стал его сын Бахауддин Месуд. Ещё ранее, в 1167 году, умер Артукид Кара-Арслан, его сын Нуреддин Мухаммед хотел захватить Амид, чтобы обеспечить связь со своими землями на севере. Возможность, которую он искал, понимая, что не может сделать это в одиночку, появилась только в 1182 году, когда правитель Айюбидов Салах-ад-Дин вмешался в политику Аль-Джазиры. Нуреддин Мухаммед заявил о подчинении Салах-ад-Дину и взамен попросил султана помощи против Нисаногуллары. Султан Айюбидов сначала укрепил свои позиции в Аль-Джазире, а затем отправился в Амид, чтобы выполнить свои обещание Нуреддину Мухаммеду. Салах ад-Дин нашёл подходящий предлог — он обвинил Нисаногуллары в том, что они поддерживали ассасинов и попросил разрешения у халифа Насир-Лидиниллаха на завоевание Амида. Получив разрешение, 12 апреля 1183 года он с Нуреддином Мухаммедом начал осаду города. Амидом правили визирь Бахауддин Месуд и Махмуд б. Илальди, не понимавший происходящее из-за своего преклонного возраста. Захватив Амид, Салах-ад-Дин отдал его Мухаммеду. Таким образом, бейлик Иналогуллары прекратил существование, а его земли были присоединены к бейлику Артукидов (29 апреля 1183).

## Культура, экономика
В период Иналогуллары, который длился почти столетие, в Амиде процветали торговля и строительство. Было развито ткачество. Ковры, ткани и сукно из Амида пользовались широкой известностью. Кроме того, в районе замков Эргани и Зулкарнейн разрабатывались богатые медные рудники. Монеты Иналидов не известны. В последние десятилетия бейлика на монетах чеканили имена Нисанидов.
На Улу-джами (Большая мечеть), мечети Сулеймана, мечети Омера Шеддада и на замке Диярбакыра сохранились надписи о выполненных в период Иналогуллары ремонтах.

## Список правителей
| Правители   | Годы правления |
| ----------- | -------------- |
| Садр-бей    | 1095-1098      |
| Инал-бей    | 1098           |
| Ибрагим-бей | 1098-1110      |
| Илальди     | 1109/10-1142   |
| Махмуд-бей  | 1142-1183      |